# Czesław Marchewczyk
Czesław Marchewczyk, född 1 oktober 1912 i Kraków, död i 10 november 2003 i Kraków, var en polsk ishockeyspelare. Han var med i det polska ishockeylandslaget under tre olympiska spel och kom på fjärde plats 1932 i Lake Placid. 1936 kom laget på nionde plats vid Garmisch-Partenkirchen. Vid det tredje spelen 1948 kom laget på sjätte plats i Sankt Moritz.